# ساخت نقشه توپوگرافی

این نقشه توسط نگارنده با نرم افزار surferتهیه شده است؛این نقشه با دستور stack mapنرم افزار surfer از تلفیق دو نقشه contourو wireframeتهیه شده‌است.

## نقشه توپوگرافی
توپوگرافی از نظر لغوی، به معنی پستی و بلندی است. نقشه‌های توپوگرافی به صورت خطوط با ارتفاع مشخص می‌باشند که معمولاً هم به رنگ قهوه‌ای می‌باشند و در این نقشه‌ها تنها خطوط پایه دارای ارتفاع هستند و سایر خطوط به تناوب مشخص می‌باشند.

## منحنی‌های میزان
منحنی‌های میزان خطوط فرضی هستند که تمام نقاط واقع در آن‌ها دارای ارتفاع یکسان نسبت به سطح دریا یا یک مبدأ مشخص هستند. منحنی‌های میزان علاوه بر مشخص نمودن وضعیت پستی و بلندی ناحیه، ارتفاع و شیب واقعی محل را نیز مشخص می‌نمایند.

## رنگ‌ها در نقشه‌های توپوگرافی
1. آبی - برای آب
2. سیاه - سازه‌های دست انسان مثل خانه، مدرسه، کلیسا، جاده و غیره
3. قهوه‌ای - خطوط میزان
4. قرمز - نواحی شهری، جاده‌های مهم، خطوط تقسیم زمین‌های عمومی

## نقشه‌های توپوگرافی در ایران
1-در نقشه های۱:۵۰۰۰۰ فاصله منحنی‌های اصلی ۱۰۰ متر ؛ فاصله منحنی‌های عادی 20=5: 100متر و فاصله منحنی‌های فرعی 10=۲: ۲۰ متر می‌باشد.
2-در نقشه‌های ۱:۲۵۰۰۰۰ فاصله منحنی‌های اصلی ۵۰۰ متر ؛ فاصله منحنی‌های عادی 100=5: 500 متر و فاصله منحنی‌های فرعی 50=۲: ۱۰۰ متر است.
3-در نقشه‌های ۱:۵۰۰۰۰۰ فاصله منحنی‌های اصلی ۱۰۰۰ متر ؛ فاصله منحنی‌های عادی 200=5: 1000 متر و فاصله منحنی‌های فرعی 100=۲: ۲۰۰ متر است.

## نرم افزارهای طراحی نقشه توپوگرافی
فهرست معروف‌ترین نرم افزارهایgis
- ArcView
- آرک جی‌آی‌اس
- ایلویس
- CARIS
- GRASS
- IDRISI
- LANDSERF
- ساگا (ابهام‌زدایی)
- SAMT
- کیوجی‌آی‌اس

## طراحی نقشه توپوگرافی در محیطarcgis

این نقشه توسط نگارنده با نرم افزار arcgisتهیه شده است؛این نقشه یک پروژه دانشگاهی بوده که از دانشگاه پیام نور بابل تهیه شده‌است.

1. وارد نرم افزار ArcCatalogمی شویم و یک databaseو یک tableمی سازیم.
2. نرم افزار arcmap را اجرا کرده و tableخود را add می‌کنیم.
3. در آن چهار فیلد با ویژگی‌های زیر می‌سازیم:

id,x,y,z و در قسمت Typeبه ترتیب از راست به چپ Short integerو Doubleو DoubleوShort integer را انتخاب می‌کنیم. سپس از نوار ابزار Editorگزینه Start Editingرا کلیک می‌کنیم و دیتاهای خود را وارد می‌کنیم. و نهایتاً روی Stop Editingکلیک می‌کنیم.
1. سپس به منوی Tools رفته و گزینه Addx,yData را کلیک کنید.
2. در قسمت selectتنظیمات منطقه مکانی خود را اعمال کنید و این صفحه را تأیید کنید.
3. از داده موجود یک exportبگیرد.
4. برای ساخت نقشه توپوگرافی از پنل 3d Analyst روی surface Analysis کلیک کرده و در contour intervalفاصله خطوط تراز به متر  در base contour ارتفاع مبنا را کلیک کنید، و برای ایجاد نقشه پنجره مربوطه را تأیید کنید.